# Yolaine de Courson
Pour les articles homonymes, voir Courson.
Yolaine de Courson est une femme politique française née le 14 juillet 1954 à Neuilly-sur-Seine.
Elle est maire d'Arrans de 2014 à 2017, et est élue députée dans la quatrième circonscription de la Côte-d'Or lors des élections législatives françaises de 2017 après avoir rejoint La République en marche. En mai 2020, elle rejoint le nouveau groupe parlementaire Écologie démocratie solidarité tout en restant membre de LREM. Elle rejoint le groupe MoDem en janvier 2021. Elle est battue aux élections législatives en juin 2022.

## Famille
Yolaine de Courson est née le 14 juillet 1954 à Neuilly-sur-Seine. Fille d'Alain de Courson de La Villeneuve (1917-2012), officier originaire du Pas-de-Calais, et de Huguette de Hauteclocque (1928-2009), son grand-père maternel, Jean de Hautecloque, ambassadeur de France, était le cousin germain du maréchal Philippe Leclerc de Hauteclocque. Elle est la sœur d'Hughes de Courson, membre fondateur du groupe Malicorne et la cousine issue de germain d'Arnaud de Courson, homme politique.

## Biographie
Yolaine de Courson a vécu les vingt premières années de sa vie en Espagne. Elle suit une formation à l'Institut français de géopolitique, puis une maîtrise à Panthéon-Sorbonne et un master professionnel de sémiologie avec l'université de Limoges. Elle a dirigé une agence Early Bird pendant 15 ans avant de se lancer en indépendante dans la formation.
Après avoir vécu à Paris, elle s’installe à Conflans-Sainte-Honorine et a eu deux enfants avec Francis Toqué, adjoint au maire de 1989 à 2001. Elle s'est ensuite fixée avec Yves Miguet, son mari, en Bourgogne vers 2002 d’abord à Cruchy sur la commune de Saint-Rémy, puis à Arrans, où celui-ci demeure. Passionnée de chevaux et d'attelage, elle possède avec lui des chevaux de trait ardennais et intègre, au fil du temps, plusieurs associations, comme la Société naturaliste du Montbardois, les Traits de Bourgogne.
Son implication politique lui est venue à la suite de la démission de trois personnes lors du mandat précédent. « Au départ, c’était en tant que conseillère, mais le maire a déménagé quelques mois avant les élections et nous avons alors constitué une liste. Je me suis présentée car je trouvais qu’il y avait des choses à faire dans ce village et je voulais défendre les petits bourgs ruraux. J’y suis d’autant plus attachée que je trouve qu’il y a une similitude entre la Bourgogne et la Castille. »
Elle est maire d'Arrans de mars 2014 à septembre 2017. Elle démissionne de son mandat municipal en raison de la loi contre le cumul des mandats.
Le 27 juin 2021, elle est battue lors du second tour des élections départementales dans le canton de Montbard, en tandem avec Jean-Marc Rigaud (DVG), avec 33,28% des voix.

### Députée de 2017 à 2022
Investie par En Marche!, Yolaine de Courson est élue députée de la 4e circonscription de la Côte d'Or lors des élections législatives de 2017,. Elle siège dans deux commissions : Développement durable et aménagement du territoire et Affaires européennes.
En mai 2020, elle rejoint l’éphémère groupe parlementaire Écologie démocratie solidarité tout en restant membre de LREM. Non inscrite en octobre 2020, elle rejoint en janvier 2021 le groupe MoDem et démocrates apparentés.
Active sur les sujets de ruralité et d'aménagement du territoire, Yolaine de Courson est en particulier rapporteure de la proposition de loi créant l'Agence nationale de la cohésion des territoires laquelle entre en fonction en 2020. Elle évalue la mise place de cette Agence, à l'occasion d'une mission menée avec le député d'opposition du groupe communiste Hubert Wulfranc,.
Elle prend position en faveur d'un rôle accru des collectivités dans la relance économique en 2020 au sein de la délégation aux collectivités territoriales et à la décentralisation de l'Assemblée nationale, avec une contribution portée par elle et ses collègues les députés Dominique Martin et Stéphane Baudu comportant 13 propositions pour dynamiser la mise en place des politiques publiques, stimuler l'investissement local, la transition écologique et l'accompagnement des jeunes et des plus fragiles,.
Yolaine de Courson soutient également plus particulièrement un « chèque bien manger » dans les suites de la Convention citoyenne pour le climat, ce qu'elle traduit notamment par le dépôt en janvier 2021 d'une proposition de loi transpartisane,,.
Aux élections législatives de juin 2022, elle n’arrive qu'en 4e position au premier tour avec 16% des voix, devancée par les candidats RN, LR et LFI.